# 시그마 인자
시그마 인자(sigma factor, σ Factor)는 세균에서 전사를 개시하는데 필요한 단백질이다. 시그마 인자는 유전자의 촉진유전자에 RNA 중합효소가 특이적 결합을 가능하게 한다. 고균 전사 인자 B와 진핵 인자 TFIIB와 상동적이다. 주어진 유전자의 전사를 개시하는데 사용된 특정 시그마 인자는 유전자 및 그 유전자의 전사를 개시하는데 필요한 환경 신호에 따라 달라진다. RNA 중합효소에 의한 촉진유전자의 선택은 그것과 관련된 시그마 인자에 의존한다. 이들은 또한 세균 유사 플라스티드-암호화 된 중합효소 (PEP)의 일부로 식물의 엽록체에서 발견된다.
시그마 인자와 함께하는 RNA 중합효소는 RNA 중합 전효소(Holoenzyme)이다. 모든 RNA 중합 전효소는 하나의 시그마 인자를 가지고 있으며, 대장균은 아래에 열거 된 것 중 하나이다. 시그마 인자의 수는 세균의 종마다 다르다. 대장균에는 7개의 시그마 인자가 있다. 시그마 인자는 분자량으로 구별된다. 예를 들어, σ70 은 분자량 70kDa의 시그마 인자이다.
RNA 중합 전효소의 시그마 인자는 전사의 개시에 필요하지만, 개시가 완료되면 복합체로부터 분리되고 RNA 중합효소는 RNA의 신장을 계속한다.

## 특화된 시그마 인자
여러 시그마 인자는 상이한 환경 조건 하에서 사용된다. 이러한 특화된 시그마 인자는 환경 조건에 적합한 유전자의 촉진유전자에 결합하여 이들 유전자의 전사를 증가시킨다.
대장균의 시그마 인자는 다음과 같다.
- σ70(RpoD) : 세포 유지 시그마 인자 또는 1차 시그마 인자 라고도하며, 성장하는 세포에서 대부분의 유전자를 전사한다. 모든 세포에는 필수 유전자와 경로가 계속 작동하는 세포 유지 시그마 인자가 있다.[1] 대장균 및 기타 그람 음성 세균의 경우, 세포 유지 시그마 인자는 σ70이다. σ70에 의해 인식된 유전자는 모두 2개의 부분으로 구성된 유사한 촉진유전자 컨센서스 서열을 함유한다. RNA 전사체의 시작에 상응하는 DNA 염기에 비해, 컨센서스 촉진유전자 서열은 전사 시작 전 -10bp 및 -35bp 뉴클레오타이드에 특이적으로 위치한다.
- σ19(FecI) : 구연산-철 시그마 인자로 철 수송 및 대사를 위한 fec 유전자 조절을 담당한다.
- σ24(RpoE) : 극도의 열과 스트레스 반응하는 시그마 인자이다. 세포 외 단백질 시그마 인자이기도 하다.
- σ28(RpoF / FliA) : 편모 합성 및 화학 주성 시그마 인자이다.
- σ32(RpoH) : 열 충격 시그마 인자로 세균이 열에 노출될 때 작동한다. 보다 높은 발현으로 인해, 시그마 인자는 RNA 중합효소에 높은 확률로 결합한다. 그렇게 됨으로써, 다른 열 충격 단백질이 발현되어 세포가 더 높은 온도에서 생존 할 수 있다. σ32의 활성화에 발현되는 효소 중 일부는 샤페로닌, 단백질 가수 분해 효소, DNA 복구 효소가 있다.
- σ38(RpoS) : 기아, 정지장 상태에서의 시그마 인자
- σ54(RpoN) : 질소 제한 시그마 인자

시그마 인자의 기능을 억제하는 항시그마 인자(Anti-Sigma Factor)와 시그마 인자의 기능을 회복시키는 항항시그마 인자(Anti-anti-Sigma Factor)도 존재한다.

## 구조

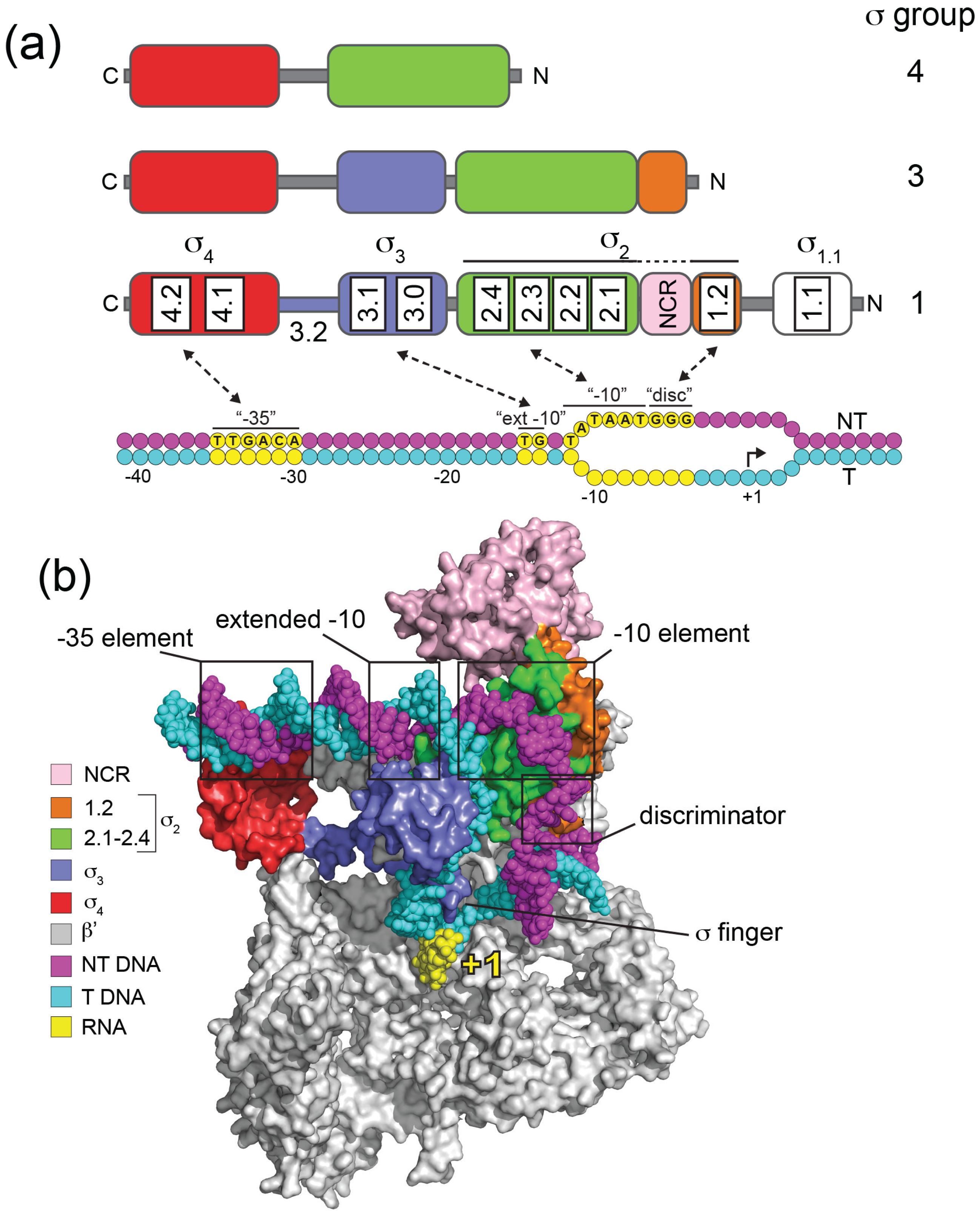
σ^{70}군의 도메인 구성, 촉진유전자의 인식 및 구조적 구성. (a) 그룹 1, 3, 4로부터의 시그마 인자의 도메인 구성은 σ^{70} 공통 대장균 촉진유전자 DNA. (b) 전사 중인 RNA 중합효소에서의 시그마 인자(σ^{70}).

서열 유사성에 의해, 대부분의 시그마 인자는 σ70 과 유사하다. 여기에는 일반적으로 보존되는 네 가지 주 도메인이 있다.
```
 N 말단 --------------------- C 말단
           1.1    2    3    4
```

영역은 더 세분화된다. 예를 들어, 영역 2에는 1.2, 2.1-2.4가 포함된다.
도메인 1.1은 1차 시그마 인자(E.coli의 RpoD, RpoS; 그룹 1)에서만 발견된다. 시그마 인자가 RNA 중합효소와 복합체를 형성 할 때에만 촉진유전자와와 결합한다. 도메인 2.4는 각각 특정 촉진유전자 요소 및 RNA 중합효소와 상호 작용한다. 영역 2.4에는 촉진유전자 -10 요소 (프리보우 박스 또는 TATA 박스라고 함)를 인식하고 결합한다. 영역 4.2는 촉진유전자 -35 요소를 인식하고 결합한다.
σ70군의 모든 시그마 인자가 모든 도메인을 포함하는 것은 아니다. RpoS를 포함하는 그룹 2는 그룹 1과 매우 유사하지만 도메인 1이 없다. 그룹 3에는 도메인 1도 없고 σ 28이 포함된다. ECF(Extracytoplasmic Function)그룹으로도 알려진 그룹 4에는 σ1.1과 σ3이 모두 없다.

알려진 다른 시그마 인자는 σ54(RpoN)이다. 이 인자는 기능적으로는 시그마 인자이지만 상당히 다른 1차 아미노산 서열을 가지고 있다. 

## 신장 시 보존
핵심 RNA 중합효소(Core Enzyme - α1, α2, β,, β', ω 서브 유닛으로 구성됨)는 시그마 인자에 결합하여 RNA 중합 전효소(Holoenzyme)라 불리는 복합체를 형성한다. 이전의 RNA 중합 전효소는 전사를 개시하는 반면, 핵심 RNA 중합효소는 단독으로 RNA를 합성한다. 따라서 시그마 인자가 전사 개시에서 전사 신장으로의 전환 시, 분리되어야 한다(이 전환을 촉진유전자 탈출이라 함). 이 관점은 개시 및 신장 시 정지된 RNA 중합효소의 정제된 복합체의 분석에 의해 밝혀졌다. 최종적으로, RNA 중합효소 복합체의 구조적 모델은 성장하는 RNA 생성물이 ~15 뉴클레오타이드보다 길어짐에 따라 RNA와 시그마 인자 사이에 충돌이 있기 때문에 시그마 인자가 RNA 중합 전효소를 밀어 내야한다고 예측한다. 그러나 최근의 연구에 따르면, σ70 은 신장 초기 동안 핵심 RNA 중합효소와 복합체로 부착 된 채로 남아있을 수있는 것으로 밝혀졌다. 실제로 촉진유전자 근위 일시 정지 현상은 시그마 인자가 초기 신장 동안 역할을 한다는 것을 나타낸다. 모든 연구는 촉진유전자 탈출이 시작 시 매우 긴 시간에서 연장 시 측정 가능한 짧은 수명으로 시그마 인자-핵심 상호작용의 수명을 감소시킨다는 가정과 일치한다.

## 시그마 인자 순환
시그마 인자가 전사를 시작한 후에는 핵심 효소에서 탈출하여 다른 핵심 효소에 연결하여 다른 부위에서 전사를 개시하는 것라고 생각해왔다. 따라서 시그마 인자는 한 핵심 효소에서 다른 핵심 효소로 순환합니다. 그러나 형광 공명 에너지 전달(FRET) 방법을 사용하는 Richard Ebright는 시그마 인자가 반드시 핵심 효소를 벗어나지 않는다는 것을 보여주었다. 대신 시작 및 신장 중에 ㅔ핵심 효소와의 결합이 바뀐다. 따라서 시그마 인자는 개시하면서는 강하게 결합되지만, 신장하면서는 약하게 결합된다. 이를 시그마 인자 순환이라고 한다.